# Великоберезька сільська рада
| Великоберезька сільська рада — колишній орган місцевого самоврядування у Берегівському районі Закарпатської області з адміністративним центром у с. Великі Береги. Сільській раді були підпорядковані населені пункти: - с. Великі Береги |

## Склад ради
Рада складалася з 16 депутатів та голови.

## Керівний склад сільської ради
| ПІБ                 | Основні відомості                                                 | Дата обрання | Дата звільнення |
| ------------------- | ----------------------------------------------------------------- | ------------ | --------------- |
| Орос Марта Карлівна | Сільський голова, 1972 року народження, освіта, позапартійна      | 26.03.2006   | 31.10.2010      |
| Чок Марта Карлівна  | Сільський голова, 1972 року народження, освіта вища, позапартійна | 31.10.2010   |                 |

Примітка: таблиця складена за даними джерела